# 丹寧 (阿肯色州)
丹寧（英語：Denning）是一個位於美國阿肯色州富蘭克林縣的城鎮。

## 地理
丹寧的座標為35°25′46″N 93°45′23″W / 35.42944°N 93.75639°W，而該地的平均海拔高度為138米（即453英尺）。

## 人口
根據2020年美國人口普查的數據，丹寧的面積為2.79平方千米，皆為陸地。當地共有人口200人，而人口密度為每平方千米71人。